# Slapašnica
Slapašnica (cyr. Слапашница) – wieś w Bośni i Hercegowinie, w Republice Serbskiej, w gminie Bratunac. W 2013 roku liczyła 286 mieszkańców.